# Сигнал лиха

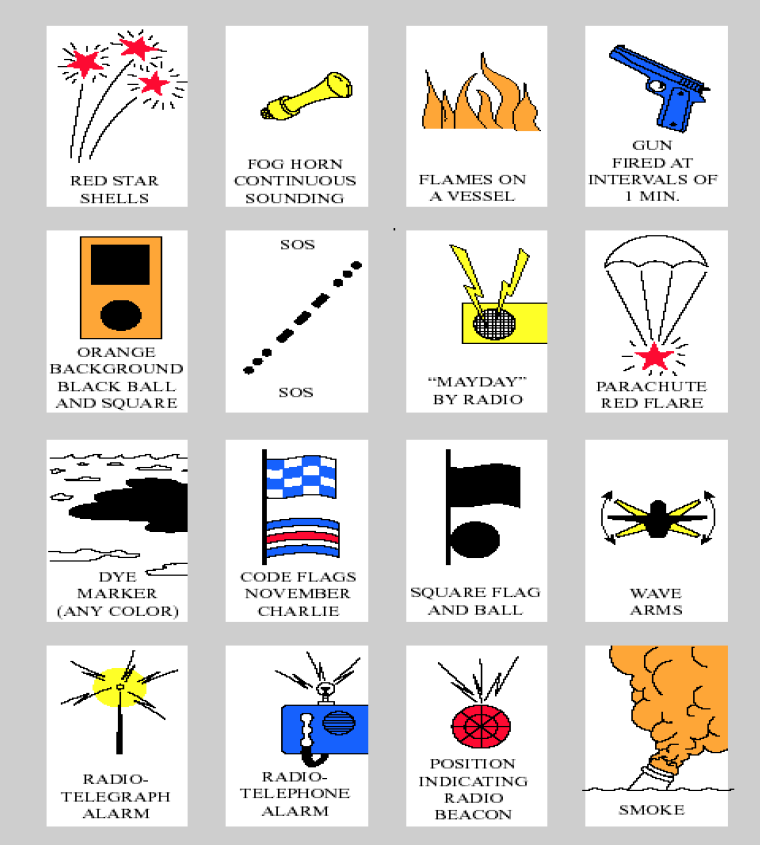

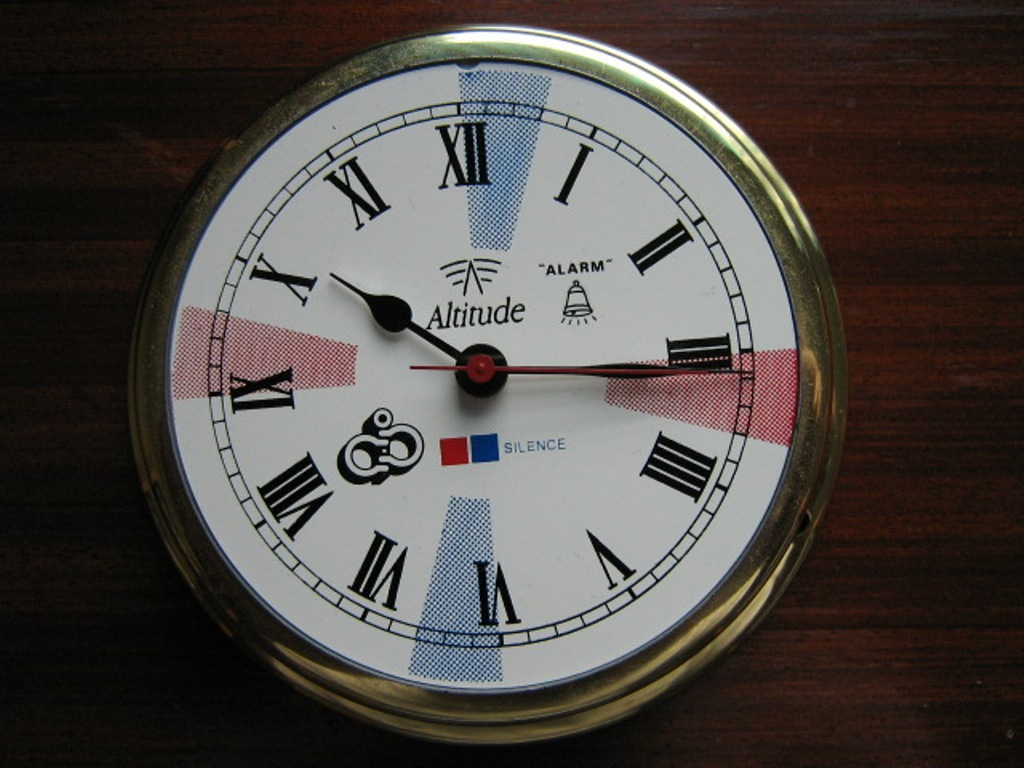
Годинник радиста. Кольоровими секторами на циферблаті позначені трихвилинні періоди радіомовчання, коли всі службові станції повинні прослуховувати частоти сигналів лиха: червоні — 500 кГц, сині — 2174,5, 2182 і 2187,5 кГц

| Приклади сигналів лиха:                   |                          |                           |                                      |
| Червоні сигнальні ракети                  | Туманний горн            | Полум'я на судні          | Постріли з інтервалом в одну хвилину |
| Чорні квадрат і круг на жовтогарячому тлі | Сигнал SOS               | Сигнал Mayday             | Червона парашутна ракета             |
| Фарба на воді                             | Сигнал NC                | Квадратний прапор з кулею | Вертикальні махи руками              |
| Сигнали по радіотелеграфу                 | Сигнали по радіотелефону | Сигнали радіомаяка        | Жовтогарячий дим                     |

Сигна́л ли́ха — сигнал або комбінація сигналів, які вказують, що передавач (судно, борт, особа, група осіб) терпить лихо і потребує допомоги.

## Сигнал лиха в горах
- Звуковий (наприклад, свистком, у крайньому разі голосом) або світловий (наприклад, ліхтарем) сигнал, який повторюється 6 разів на хвилину з приблизно рівним інтервалом. Потім пауза 1 хвилину, за нею повторення сигналу (6 разів на хвилину). Повторюється до отримання сигналу-відповіді. Сигнал-відповідь («чуємо вас, йдемо на допомогу»): звуковий або світловий сигнал, який повторюється 3 рази на хвилину з хвилинною паузою. Повністю покладатись на цей «традиційний» та загальноприйнятий в Альпах сигнал, проте, не можна. Розповсюдження звуку у повітрі залежить від рельєфу місцевості та від погодних умов.
- Лавинний передавач / передавач, що працює на частотах Коспас-Сарсат (Міжнародної супутникової систему пошуку та рятування, англ. Search And Rescue Satellite Aided Tracking).
- Відкрити вогонь у нічний час.
- Сигнали SOS та MayDay, які можуть бути викладені або витоптані на ґрунті або снігу.

Не слід залишати місце, з якого подано сигнал лиха. У випадку крайньої необхідності, залишивши це місце, треба чітко позначити напрям свого руху.

## Сигнали лиха на воді
Сигнали лиха на воді визначені у Правилах запобігання зіткненню суден у морі (МПЗЗС-72) та Міжнародним зводом сигналів.
Нижченаведені сигнали, що використовуються або що виставляються разом або роздільно, вказують, що судно зазнає лиха і потребує допомоги:
- гарматні постріли або інші створювані шляхом вибуху сигнали з проміжками близько 1 хв.;
- безперервний звук будь-яким апаратом, призначеним для подачі туманних сигналів;
- ракети або гранати з викидом червоних зірок, випускані поодинці через короткі проміжки часу;
- сигнал, переданий радіотелеграфом або за допомогою будь-якої іншої сигнальної системи, що складаються з поєднання звуків «…---…» (SOS) за азбукою Морзе;
- сигнал, переданий радіотелефоном, що складається з висловленого голосно слова «Мейдей» (Mayday);
- сигнал лиха за Міжнародним зводом сигналів — NC (НЦ)  ;
- сигнал, що складається з квадратного прапора з кулею, що знаходиться над ним або під ним або будь-чим схожим на кулю;
- полум'я на судні (наприклад, від смоляної або мазутної бочки, що горить і т. п.);
- червоне світло ракети з парашутом або фальшфейєр червоного кольору;
- димовий сигнал — випуск клубів диму оранжевого кольору;
- повільне і повторюване підняття і опускання рук, витягнутих у боки;
- радіотелеграфний сигнал тривоги;
- радіотелефонний сигнал тривоги;
- сигнали, що передаються аварійними радіобуями вказання розташування;
- полотнище оранжевого кольору з чорним квадратом або колом, або іншим відповідним символом (для впізнання з повітря);
- кольорова пляма на воді.

## Сигнал лиха у повітрі
- сигнал «Мейдей»;
- сигнал SOS.

## Виклик рятувальної служби за допомогою телефону
В багатьох країнах існують універсальні номери для виклику аварійно-рятувальних служб, наприклад, 911 — у США, 112 — у європейських країнах. На мобільних телефонах набирається навіть із заблокованою клавіатурою та без SIM-карти (виклик приймається будь-яким оператором, в мережі якого знаходиться телефон).
В Україні діють наступні номери рятувальних служб:
- 101 — пожежно-рятувальна служба (з мобільного в Україні: 101, 011 або +380(код_області)01);
- 102 — поліція (102, 021 або +380(код_області)02);
- 103 — швидка медична допомога (103, 031 або +380(код_області)03);
- 104 — служба газу

Виклик аварійно-рятувальних служб без відповідної на те підстави в багатьох країнах тягне за собою кримінальну або адміністративну (зокрема в Україні) відповідальність та компенсацію витрат на початок аварійно-рятувальних робіт.